# Alois Estermann
Alois Estermann (* 29. Oktober 1954 in Gunzwil, Kanton Luzern; † 4. Mai 1998 im Vatikan) war der 31. Kommandant der Schweizergarde.
Estermann stammte aus einer Landwirtsfamilie, die sich in der Nähe von Beromünster niedergelassen hatte, und besuchte die Landwirtschaftsbildungsstätten Hohenrain und Sursee. 1975 erwarb er das Handelsdiplom an Freis Handelsschule in Luzern. Von 1975 bis 1976 besuchte er die Offiziersschule in Thun. Im Sommer 1977 verbrachte er drei Monate im Vatikan, um als Hilfswache Dienst in der Schweizergarde zu leisten. Zwischen 1977 und 1979 besuchte Estermann mehrere Sprachkurse und hielt sich mehrmals in Argentinien auf. In der Schweizer Armee bekleidete er den Rang eines Oberleutnants.
Am 1. Juli 1980 trat Estermann als Hauptmann den Dienst in der Schweizergarde an. Bekannt wurde er durch seinen heldenhaften Einsatz während des Anschlages auf Papst Johannes Paul II. am 13. Mai 1981. Am 1. Mai 1983 wurde Estermann zum Major und am 1. September 1987 zum Oberstleutnant der Schweizergarde befördert. Er ehelichte am 7. März 1984 die aus Venezuela stammende Gladys Meza Romero.
Am 4. Mai 1998, wenige Stunden nach der Ernennung zum 31. Kommandanten der Schweizergarde, wurde er zusammen mit seiner Ehefrau durch den Unteroffizier Cédric Tornay getötet. Alois Estermann ist in Beromünster (Kanton Luzern) begraben.